# Die schrecklichen Kinder
Die schrecklichen Kinder (Originaltitel: Les Enfants terribles) ist ein französischer Film aus dem Jahr 1950. Regie führte Jean-Pierre Melville. Der Film basiert auf dem gleichnamigen, 1929 im Verlag Grasset veröffentlichten Roman von Jean Cocteau, der auch den Off-Kommentar des Films spricht.

## Handlung
Der Film handelt von der inzestuösen Beziehung der Geschwister Elisabeth und Paul.
Gemeinsam leben sie in einem Zimmer in der Pariser Wohnung ihrer kranken, bettlägerigen Mutter. Paul ist von seinem Schulfreund Dargelos angetan. Der Film beginnt, als Paul von einem Schneeball, den Dargelos geworfen und in dem er einen Stein verborgen hat, getroffen wird. Paul wird strenge Bettruhe verordnet, und seine etwas ältere Schwester Elisabeth muss ihn pflegen. Dabei wird die Beziehung zwischen den beiden Geschwistern immer intimer. Nach dem Tod der Mutter und einer gemeinsam mit dem jungen Gérard und dessen Onkel unternommenen Reise ans Mittelmeer lädt Elisabeth jenen Gérard ein, zu ihnen in die Wohnung zu ziehen. Streit und Intimität zwischen Elisabeth und Paul lösen einander ab. „Das Zimmertheater begann um 11 Uhr nachts“, heißt es im Kommentar. Gérard ist Zuschauer dieser theaterreifen Szenen.
Als der Streit eskaliert, nimmt Elisabeth eine Stelle als Mannequin an. Dort lernt sie die junge Agathe kennen. Auch sie wird als weitere Bewohnerin in die gemeinsame Wohnung eingeladen, und es stellt sich heraus: Agathe hat eine verblüffende Ähnlichkeit mit Pauls ehemaligem Schulfreund, dem ihm unvergesslichen Dargelos.
Auf ihrer Arbeitsstelle im Modesalon hat Elisabeth den reichen Amerikaner Michael kennengelernt; sie heiraten; Michael verunglückt tödlich, und Elisabeth wird zur Erbin eines riesigen Stadtpalais in der Nähe des Arc de Triomphe. Alle vier – Elisabeth, Paul, Gérard, Agathe – ziehen gemeinsam dort ein. Aber Paul wird nicht glücklich dort und richtet sich im Foyer ein Zimmer ein, das exakt jenem in ihrer alten Wohnung gleicht. Erst bleibt es unausgesprochen, aber immer deutlicher wird: Paul hat sich in Agathe verliebt und Agathe hat sich in Paul verliebt.
Elisabeth, eifersüchtig auf ein mögliches Glück ihres Bruders ohne sie, fasst einen Plan, der für sie beide im Suizid endet.

## Produktion und Veröffentlichung
Unmittelbar nachdem Melvilles voriger Film Le silence de la mer (Das Schweigen des Meeres) angelaufen war, stellten er und Cocteau den Kontakt miteinander her mit dem Vorhaben, Cocteaus Roman Les enfants terribles zu verfilmen. Innerhalb von ungefähr drei Monaten erarbeiteten sie gemeinsam das Drehbuch. Neben den szenisch dargestellten Teilen des Films war von Anfang an ein von Cocteau aus dem Off gesprochener Kommentar vorgesehen, durch den der teils mystische, phantastische Ton des Romans erhalten bleiben sollte.
Die Dreharbeiten fanden im Zeitraum vom November 1949 bis zum Januar 1950 statt. Nur die Eröffnungssequenz – als die Schüler aus dem Lycée Condorcet kommen und in der benachbarten Cité Monthiers eine Schneeballschlacht veranstalten – wurde an den Originalschauplätzen gedreht. Drehorte weiterer Sequenzen waren:
Die Bühne des Théâtre Pigalle, auf der das Zimmer von Elisabeth und Paul nachgebildet wurde, Straßen und Läden im keine zwanzig Kilometer von Paris entfernt gelegenen Montmorency als Kulissen des Ortes an der Mittelmeerküste und Räumlichkeiten in der Société Nationale des Entreprises de Presse als Interieur des von Michael geerbten Stadtpalais.
Die Uraufführung des Films fand am 22. März 1950 in Nizza und eine Woche später in Paris statt. Premiere in Westdeutschland war am 1. Februar 1952.
2017 gab Arthaus/Studiocanal eine Jean-Pierre Melville 100th Anniversary Edition heraus, in der auch Die schrecklichen Kinder enthalten ist.

## Kritik
„Leider wird der sensible Roman von Jean Cocteau in Melvilles Verfilmung zum geschmäcklerischen Kunstgewerbe, das der mythenreichen Fantasie des Autors nicht gerecht wird und die Vorlage zum ‚Hörspiel‘ degradiert.“

„Diese beiden Künstler, die wir so schätzen, haben hervorragend zusammengearbeitet …, und so ist aus dem besten Roman Jean Cocteaus der beste Film Jean-Pierre Melvilles geworden.“

## Auszeichnung
Nicole Stéphane war 1953 für ihre Rolle für den British Academy Film Award in der Kategorie Beste ausländische Darstellerin nominiert.

## Varia
- Sowohl Jean Cocteau als auch Jean-Pierre Melville waren – wie die Roman- und Filmfiguren Paul, Dargelos und Gérard – Schüler des Lycée Condorcet.
- Beide, Cocteau und Melville, haben einen winzigen Cameo-Auftritt im Speisewagen des Zuges, mit dem Elisabeth, Paul, Gérard und sein Onkel Richtung Mittelmeerküste fahren.
- Zu dem Kommentar-Satz „Das Zimmertheater begann um 11 Uhr nachts“, den es auch schon in Cocteaus Roman gab[4], gibt es eine Einstellung, in der die Kamera eine Perspektive einnimmt, die der ins Zimmer von Elisabeth und Paul entgegengesetzt ist: Statt des auf der Bühne nachgebildeten Zimmers, sieht der Filmzuschauer nun die leeren Parkettreihen des Théâtre Pigalle.
- Bei den Dreharbeiten soll es einige Male zu Streit zwischen Melville und Cocteau gekommen sein. Die Anlässe jeweils: Cocteau, der gerade vorher den eigenen Film Orphée (Orpheus) fertig gestellt hatte, konnte sich manchmal nicht zurückhalten, selbst Regieanweisungen in die Aufnahmen hineinzurufen. Zum anderen war Melville mit der schauspielerischen Leistung von Edouard Dermithe (Cocteaus Protegé „Doudou“) ganz und gar nicht zufrieden.